# La Folie des grandeurs (bande originale)
La Folie des grandeurs est un album des musiques du film La Folie des grandeurs de Gérard Oury composées par Michel Polnareff.

## Liste des titres de la version 1971
Toute la musique est composée par Michel Polnareff.
| A1.   | Générique                                                | 2:37 |
| A2.   | Flamenco Blaze / Zapateado (interprété par Yves Montand) | 4:34 |
| A3.   | Thème Myosotis                                           | 0:34 |
| A4.   | Fuite de Blaze et Arrivée du Taureau                     | 2:17 |
| A5.   | Strip-Tease de la Duegne                                 | 1:22 |
| A6.   | La Noria                                                 | 2:48 |
| B1.   | Capture Cesar                                            | 1:22 |
| B2.   | Flamenco Blaze                                           | 3:03 |
| B3.   | Arrivée du Roi a l'Escurial                              | 0:37 |
| B4.   | Thème d'Amour                                            | 0:45 |
| B5.   | Homme Bleu                                               | 1:29 |
| B6.   | Theme Myosotis et Valse des Courtisanes                  | 1:49 |
| B7.   | Tango de l'Arene                                         | 0:44 |
| B8.   | Thème d'Amour                                            | 2:06 |
| 26:07 |                                                          |      |

## Liste des titres de la version 2001Écoutez le Cinéma! 05
| 1.    | La folie des grandeurs                       | 02:38 |
| 2.    | Flamenco Blaze (interprété par Yves Montand) | 04:39 |
| 3.    | Thème d'amour                                | 02:09 |
| 4.    | Strip-tease de la duègne                     | 01:21 |
| 5.    | Les barbaresques                             | 01:10 |
| 6.    | La noria                                     | 02:37 |
| 7.    | L'arrivée du roi à l'Escurial                | 01:23 |
| 8.    | La capture de César                          | 01:25 |
| 9.    | Doña Salluste                                | 03:08 |
| 10.   | Thème Myosotis                               | 0:37  |
| 11.   | Strip-tease de la duègne                     | 01:23 |
| 12.   | Tango de l'arène                             | 00:46 |
| 13.   | Thème myosotis et valse des courtisans       | 01:52 |
| 14.   | La fuite de Blaze / L'arrivée du taureau     | 02:19 |
| 15.   | Flamenco Blaze (Version alternative)         | 3:44  |
| 16.   | Thème D'amour (Maquette inédite)             | 2:34  |
| 17.   | La Folie Des Grandeurs (Version play-back)   | 2:42  |
| 36:27 |                                              |       |